# U-308
Unterseeboot 308 foi um submarino alemão do Tipo VIIC, pertencente a Kriegsmarine que atuou durante a Segunda Guerra Mundial.

## Comandantes
| Comandante              | Data                                        |
| ----------------------- | ------------------------------------------- |
| Oblt. Karl Mühlenpfordt | 23 de dezembro de 1942 - 4 de junho de 1943 |

## Subordinação
Durante o seu tempo de serviço, esteve subordinado às seguintes flotilhas:
| Período                                     | Flotilha                                  |
| ------------------------------------------- | ----------------------------------------- |
| 23 de dezembro de 1942 - 31 de maio de 1943 | 8. Unterseebootsflottille (treinamento)   |
| 1 de junho de 1943 - 4 de junho de 1943     | 6. Unterseebootsflottille (serviço ativo) |